# Tlapacoya

Tlapacoya, vicino ad alcuni siti dell'età Formativa e alla terra d'origine degli Olmechi.

Tlapacoya è un sito archeologico situato in Messico ai piedi del vulcano Tlapacoya, a sud-est di Città del Messico, sulla riviera del lago Chalco. Tlapacoya fu una città importante della cultura di Tlatilco.
Il sito venne scoperto durante la costruzione di una strada di collegamento tra Città del Messico e Puebla negli anni 60 e 70. Nel 1955, Beatriz Barba, nota come "la prima donna messicana a ottenere il titolo di archeologa", ha completato il suo master con uno studio approfondito sul sito noto come Tlapacoya. La sua tesi, intitolata "Tlapacoya: un sitio preclásico de transición"  (Tlapacoya: un sito di transizione preclassico), ha analizzato lo sviluppo sociale e le pratiche religiose della cultura Tlatilco. Questa valutazione del sito di Barba è stata tra le prime a esaminare la vita socio-economica e politica degli abitanti di Tlapacoya nel contesto storico della regione, comprese le loro relazioni commerciali e l'influenza di altri gruppi sulla crescita del popolo di Tlatilco.
Tlapacoya è conosciuto per le sue figure in ceramica, create tra il 1500 a.C. e il 300 a.C. e che rappresentano un importante manufatto del Periodo Preclassico.
Tlapacoya fu anche un centro di costruzione per le "Anfore Drago". Queste anfore possiedono tratti e disegni in stile olmeco con facce di uomini giaguaro.
Oltre alle figure in ceramica e ad altri manufatti datati intorno al 1500 - 300 a.C., sono stati trovati dei resti umani e animali, alcuni dei quali potrebbero risalire a 25000 anni fa. Qualora venissero verificati, questi metterebbero in dubbio le teorie prevalenti che riguardano la creazione dei primi insediamenti del Nuovo Mondo.
Silvia González e altri hanno scritto che "uno dei teschi ritrovati a Tlapacoya è il primo direttamente datato in Messico che abbia un'età pari a 9730 ± 65 anni PdP". Se confermato, questo sarebbero i resti umani più antichi mai ritrovati nelle Americhe, dopo la donna di Buhl trovata in Idaho.
La prova di queste date è data dalle ossa di orso nero e di due specie di cervi apparse in tumuli associati con dei cuori vecchi di 22000 anni, e con una lama di ossidiana sotto un tronco d'albero seppellito. Le ossa erano vecchie di 24000 anni ± 4000 e 21700 anni ± 500.) Il tronco è stato datato tra 21250 e 25000 anni. Queste date, che precedono la cultura Clovis, sono state disputate da diversi altri archeologi.

## Fonti
- Diehl, Richard A. (2004) The Olmecs: America's First Civilization, Thames & Hudson, London.
- Dixon, E.J. (1999) Bones, Boats & Bison: Archaeology and the First Colonization of Western North America. Albuquerque: University of New Mexico Press.
- Jacobs, James Q. Paleoamerican Origins: A Review of Hypotheses and Evidence Relating to the Origins of the First Americans
- Gonzalez, S., Huddart, D., Morett-Alatorre, L., Arroyo-Cabrales, J., Polaco, O.J.  Mammoths, volcanism and early humans in the basin of Mexico during the Late Pleistocene/Early Holocene, World of Elephants - International Congress Rome 2001
- Lorenzo, Jose Luis, and Lorena Mirambell (1999) "The Inhabitants of Mexico During the Upper Pleistocene" in Ice Age People of North America, edited by Robson Bonnichsen and Karen Turnmire, pp. 482–496. Oregon State University Press, Corvallis.
- Lorenzo, Jose Luis, and Lorena Mirambell, Coordinadores (1986) Tlapacoya: 35.000 aZos de Historia del Lago de Chalco. México, D.F. I.N.A.H., collección Científica, Serie Prehistórica, pp. 296.